# Liste der Mitglieder der National Academy of Sciences/1994
Im Jahr 1994 wählte die National Academy of Sciences der Vereinigten Staaten 75 Personen zu ihren Mitgliedern.

## Neugewählte Mitglieder
- Eric G. Adelberger
- Sankar Adhya
- Frederick W. Alt
- Per O. Andersen (1930–2020)
- Frederick M. Ausubel
- Mary Ellen Avery (1927–2011)
- George K. Batchelor (1920–2000)
- May R. Berenbaum
- Spencer J. Bloch
- Henry R. Bourne (1940–2023)
- William S. Bowers (1935–2021)
- Alan Carrington (1934–2013)
- Marvin H. Caruthers
- Donald Caspar (1927–2021)
- Leroy L. Chang (1936–2008)
- Te-Tzu Chang (1927–2006)
- Claude Cohen-Tannoudji
- Paul J. Crutzen (1933–2021)
- Arnold L. Demain (1927–2020)
- Stanley Deser (1931–2023)
- Gerald D. Fasman (1925–2003)
- Alfred G. Fischer (1920–2017)
- John H. Flavell
- Marye Anne Fox (1947–2021)
- Michael Freeling
- David V. Goeddel
- Eville Gorham (1925–2020)
- Klaus Hahlbrock
- John P. Hirth
- James R. Holton (1938–2004)
- David E. Housman
- Roger Howe
- Lan-Po Jia (1908–2001)
- Rudolf Kalman (1930–2016)
- Charles D. Keeling (1928–2005)
- Sung-Hou Kim
- Judith P. Klinman
- Herwig Kogelnik
- Robert B. Laughlin
- Anthony P. Mahowald
- Andrew J. Majda (1949–2021)
- Pamela A. Matson
- Thomas J. Meyer
- Albert I. Meyers (1932–2007)
- Kiyoshi Mizuuchi
- Salvador Moncada
- Norman Myers (1934–2019)
- David R. Nelson
- Eugene W. Nester
- Roger A. Nicoll
- Sergei P. Nowikow (1938–2024)
- Maynard V. Olson
- Donald W. Pfaff
- William H. Press
- Klaus Rajewsky
- Julius Rebek, Jr.
- Matilda White Riley (1911–2004)
- Michael G. Rosenfeld
- John M. Rowell
- Jeremy A. Sabloff
- Myriam P. Sarachik (1933–2021)
- Lucy Shapiro
- Burton H. Singer
- Steven M. Stanley
- Edward M. Stolper
- Stanley J. Tambiah (1929–2014)
- S. Ross Taylor (1925–2021)
- Thomas N. Taylor (1937–2016)
- Anne Treisman (1935–2018)
- George Veronis (1926–2019)
- Ellen S. Vitetta
- Eric F. Wieschaus
- Oliver E. Williamson (1932–2020)
- Robert B. Wilson
- Henry T. Wright